# Jean-Pierre Chabloz
Jean-Pierre Chabloz (Lausana, Suíça, 1910 - Fortaleza, 1984) foi um cartazista, publicitário e músico.
Foi aluno da Escola de Belas Artes de Genebra (Suíça), e da Academia de Belas Artes de Brera (Itália), entre os anos de 1929 e 1938.

## II Guerra mundial
Devido a II Guerra Mundial, imigrou para o Brasil, onde fixando residência em Fortaleza.
Foi o ilustrador da SEMTA para a campanha de alistamento dos "Soldados da Borracha.

## Chico da Silva
Nos anos 50 descobre o pintor Chico da Silva.

## Salão de Abril
Juntamente com Aldemir Martins, Antonio Bandeira, Inimá de Paula, Mário Barata e Raimundo Feitosa, formou um grupo renovador da arte cearense, responsável pela criação do Salão de Abril.